# Stosunki polsko-irańskie

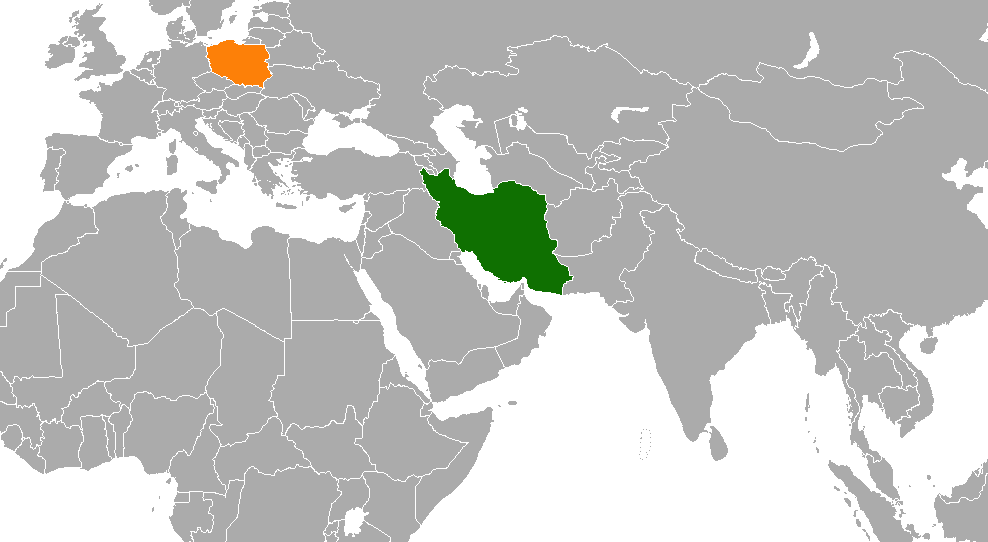
Polska i Iran na mapie

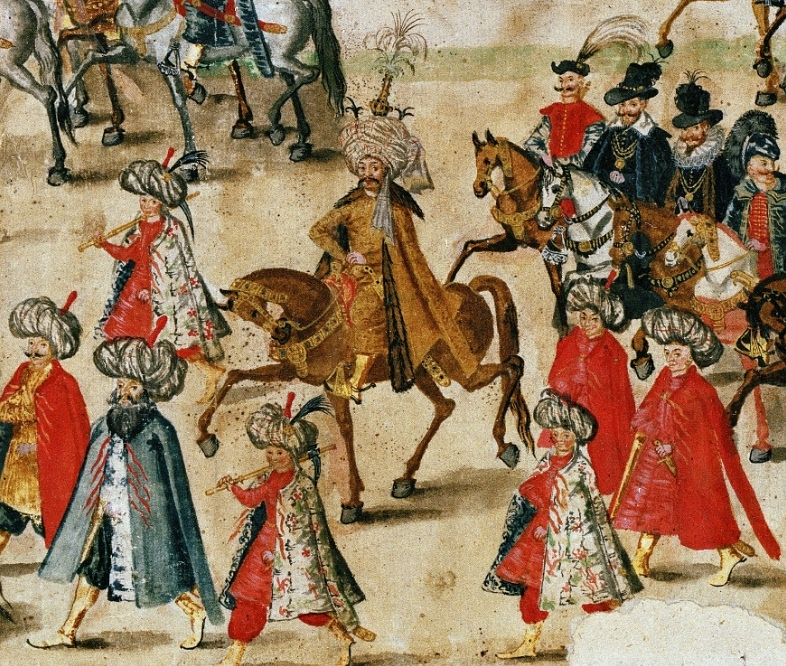
Perskie poselstwo w Warszawie w roku 1605. Fragment rolki sztokholmskiej. Zamek Królewski w Warszawie

Stosunki polsko-irańskie – relacje międzynarodowe łączące Polskę i Iran.

## W okresie I Rzeczypospolitej

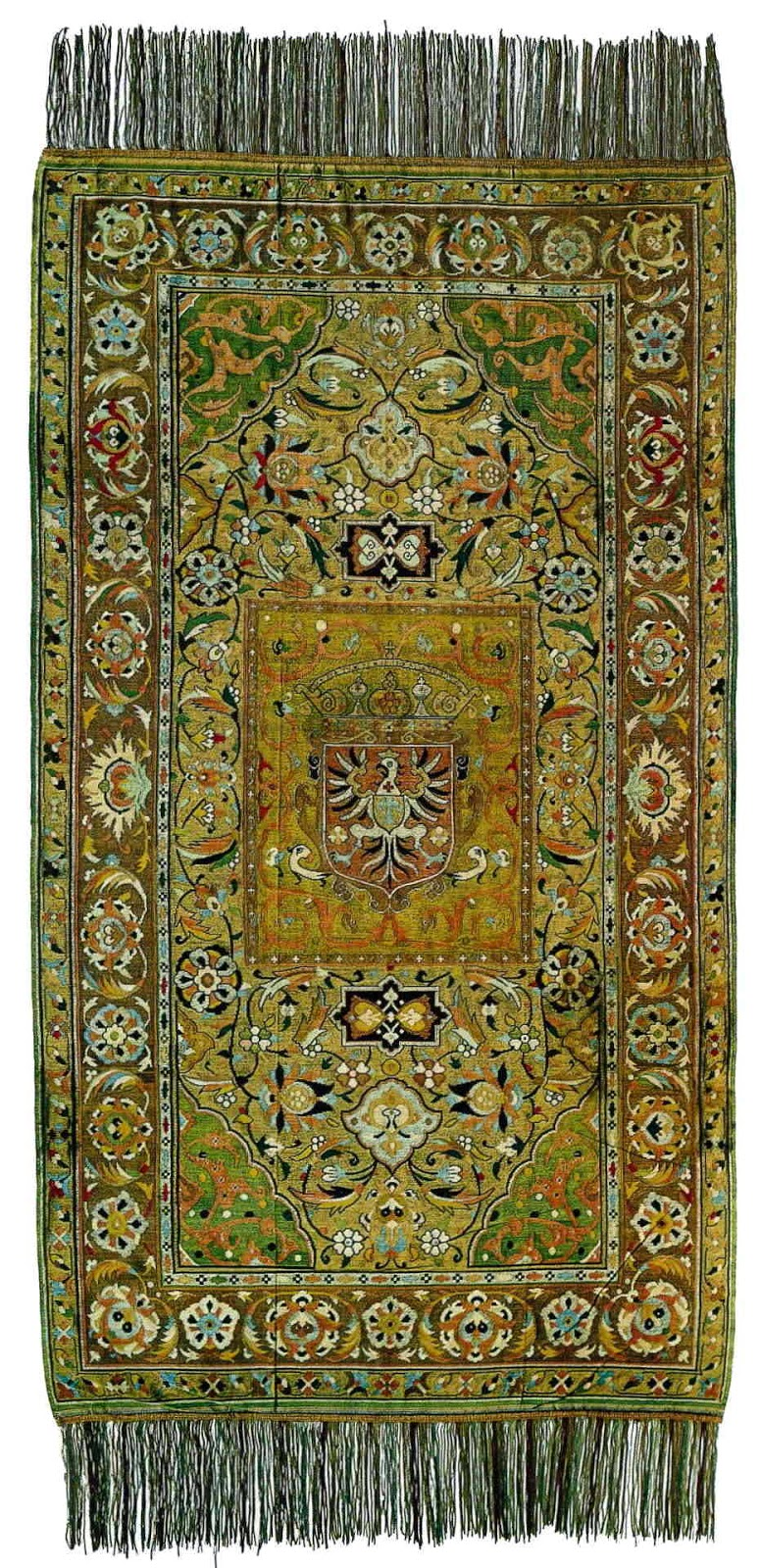
Kilim z herbem Zygmunta III Wazy (1587-1632). Zgodnie z dokumentami poselstwa Sefera Muratowicza ów nabył w Iranie sześć par dywanów, dopłaciwszy uprzednio sześć koron za umieszczenie na nich królewskiego herbu. Muzeum Residenz

Pierwsze kontakty pomiędzy Polską a Iranem wiążą się z weneckimi próbami budowy antyosmańskiej koalicji. W latach 1471–1477 Kazimierz Jagiellończyk (1447-1492) prowadził negocjacje z Wenecją i Uzun Hasanem (1454-1478), który wystąpił z ofertą zawarcia przymierza, do czego jednak ostatecznie nie doszło. Ponad sto lat później z podobną inicjatywą wystąpił Stefan Batory (1576-1586), który chciał zawrzeć sojusz z Safawidami, jednak jego śmierć w roku 1586 pokrzyżowała te plany.
Za panowania Zygmunta III Wazy (1587-1632) doszło do wymiany szeregu poselstw pomiędzy polskim królem a szachem Abbasem (1587-1629), który dążył do wciągnięcia Rzeczypospolitej do antyosmańskiego sojuszu. Prowadząca wojny ze Szwecją i Rosją Rzeczpospolita nie była jednak skłonna do walki z Osmanami. W tym okresie doszło także do rozwoju stosunków handlowych, przy czym należy zauważyć, iż Rzeczpospolita była, obok Rosji, głównym odbiorcą towarów orientalnych w Europie już w XVI w. Pośrednikami w tym handlu byli często Ormianie i to właśnie przedstawiciel tego narodu, Sefer Muratowicz, stał na czele pierwszego polskiego poselstwa wysłanego do Iranu w latach 1601–1602. Jego misja miała charakter przede wszystkim handlowy – na zamówienie dworu miał on dokonać zakupu m.in. kobierców, namiotów i szabli. Perskie tkaniny, dywany oraz uzbrojenie i uprząż końska cieszyły się dużą popularnością wśród polskiej szlachty, a nawet bogatego mieszczaństwa.
Poselstwa do Iranu zostały wysłane zarówno przez Władysława IV (1632-1648), Jana Kazimierza (1648-1668), jak i Michała Korybuta Wiśniowieckiego (1669-1673). Za panowania Jana Sobieskiego (1674-1696) ustanowiono stałe poselstwo w Iranie, które jako pierwszy objął Bogdan Grudziecki. Szach Safi II (1668-1694) odmówił jednak zaangażowania się w wojnę z Osmanami, chociaż z zadowoleniem przyjął wieści o ich klęsce pod Wiedniem. Ostatnim oficjalnym posłem polskim w Iranie był Stanisław Chomętowski, który w latach 1712–1714 posłował do Stambułu i Isfahanu. Od tego czasu jedynym łącznikiem pomiędzy Rzecząpospolitą a Iranem pozostali polscy jezuici.
Początki działalności polskich zakonników w Iranie (oprócz jezuitów była to także grupa karmelitów bosych) przypadają na panowanie Władysława IV. W roku 1648 udało się uzyskać zgodę szacha na otwarcie misji jezuickich w Iranie i faktyczną kontrolę nad nimi sprawowała właśnie Rzeczpospolita. Ustanawiając i kontrolując ośrodki jezuickie, Rzeczpospolita uzyskiwała nieoficjalne, ale bardzo dobrze poinformowane przedstawicielstwo w Iranie. Jezuitom nie udało się jednak osiągnąć ich głównych celów – wciągnięcia Iranu do wojny z Osmanami i nawrócenia kraju na katolicyzm. W ich szeregach działało ok. 30 Polaków. Wśród nich na uwagę zasługują postacie Franciszka Zapolskiego, który w 1693 został stałym rezydentem królewskim na dworze szacha i przełożonym wszystkich jezuitów w Iranie, oraz Michała Ignacego Wieczorkowskiego, oficjalnego przedstawiciela Augusta II (1697-1733) na isfahańskim dworze w latach 1715–1720. Najsłynniejszym spośród polskich zakonników był jednak Tadeusz Juda Krusiński, którego prace są ważnym źródłem do poznania historii Iranu pod koniec rządów Safawidów.
Orientalne gusta polskiej szlachty sprawiły, iż w XVII wieku w Polsce zaczęły powstawać lokalne warsztaty produkujące przedmioty wzorowane na wschodnich oryginałach. Najbardziej znany przykład stanowię polskie pasy jedwabne przetykane złotem i srebrem, produkowane w tzw. persjarniach. W XVIII w. nastąpił spadek zainteresowania towarami importowanymi z Iranu i do połowy stulecia handel polsko-irański zanikł prawie całkowicie, co było spowodowane także wspomnianym już rozwojem polskiego rzemiosła, jak i upadkiem gospodarczym Iranu w czasie wojen związanych z upadkiem Safawidów. Jednym z przejawów zainteresowania perską kulturą był przekład Gulistanu Sadiego autorstwa Samuela Otwinowskiego, dokonany za pośrednictwem języka osmańskiego. Inną ważną postacią tego okresu był Franciszek Meninski, tłumacz i dyplomata w służbie Jana Kazimierza, który w 1680 wydał trzytomowy słownik turecko-arabsko-perski z tłumaczeniem na język łaciński, niemiecki, francuski i polski. Obrazy chrześcijańskich świętych przywożone przez polskich misjonarzy wywarły pewien wpływ na szyicką ikonografię.

## Okres rozbiorów

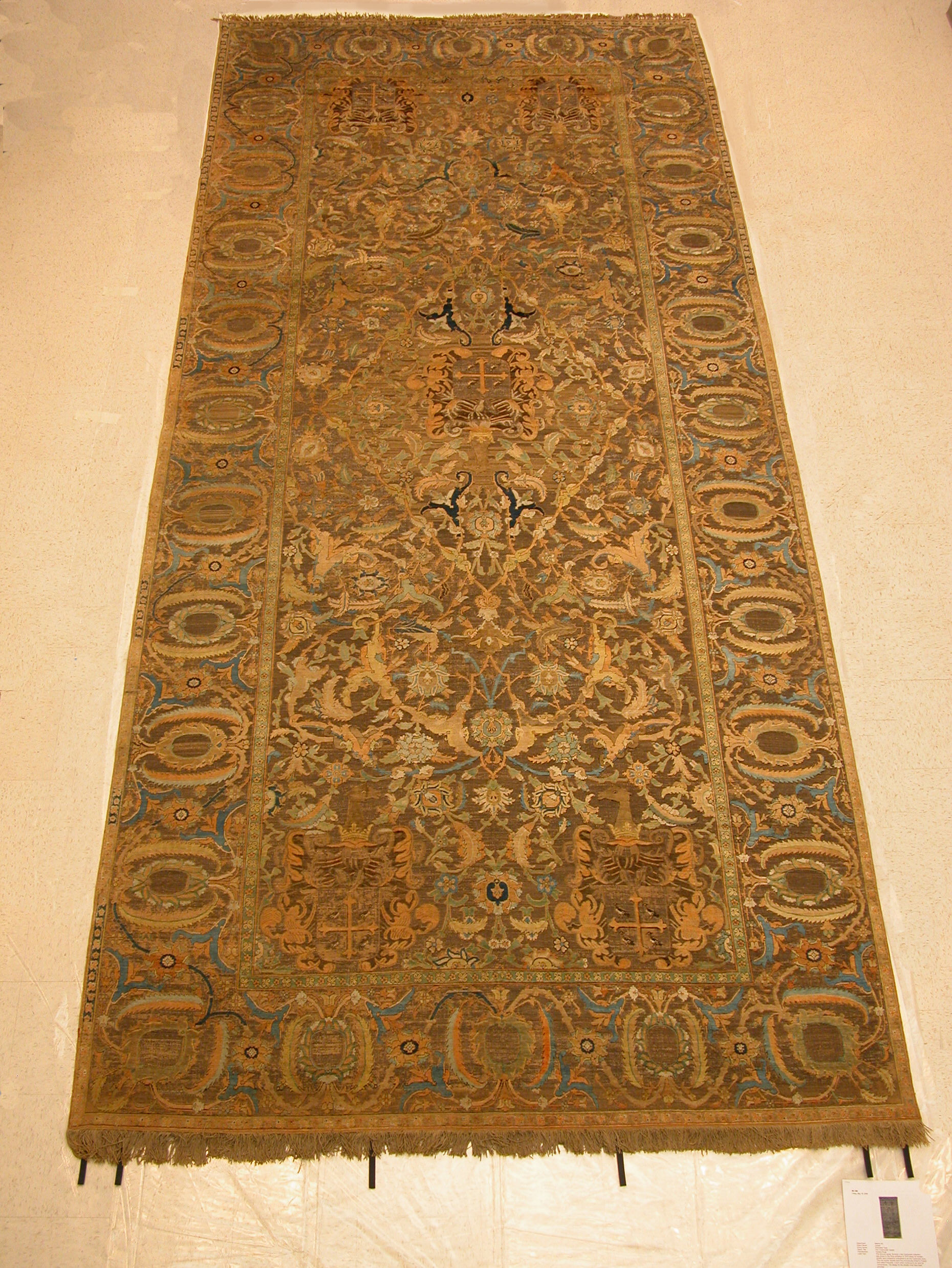
Tzw. Kobierzec Czartoryskich, wyprodukowany prawdopodobnie w Isfahanie w XVII wieku, wraz z innymi dywanami rodziny Czartoryskich był prezentowany na wystawie światowej w Paryżu w roku 1878. Obecny na nim herb mylnie potraktowano wówczas jako herb Czartoryskich i od tego czasu ta grupa przeplatanych złotem i srebrem jedwabnych perskich dywanów jest nazywana kobiercami polskimi (fr. tapis polonais). Metropolitan Museum of Art

Charakter stosunków Polski z Iranem po upadku Rzeczypospolitej z natury rzeczy zmienił swój charakter, gdyż nie były to już relacje pomiędzy dwoma państwami. Kontakty kulturalne straciły na intensywności i były podtrzymywane głównie przez polskich emigrantów. Po upadku powstania listopadowego wśród polskiej emigracji pojawiły się plany wciągnięcia Iranu do wojny z Rosją. Adam Czartoryski korespondował w tej sprawie z polskim emigrantem Izydorem Borowskim, który był generałem w służbie perskiej i zginął podczas oblężenia Heratu w roku 1838. W XIX wieku w Iranie pojawiali się polscy podróżnicy i naukowcy, najczęściej w służbie carskiej. Wśród nich należy wymienić Aleksandra Chodźkę, autora wielu prac o kulturze i geografii Iranu, geologa Karola Bohdanowicza oraz Ignacego Pietraszewskiego, który wykładał w Berlinie i pracował w pruskiej służbie dyplomatycznej. Chodźko i Pietraszewski byli wychowankami Uniwersytetu Wileńskiego, gdzie na początku XIX wieku pojawiło się zainteresowanie literaturami orientalnymi, które przyniosło owoce m.in. w postaci pierwszych polskich przekładów Hafeza autorstwa Józefa Sękowskiego i Jana Wiernikowskiego. Pierwsza katedra języków orientalnych w Polsce powstała na Uniwersytecie Jagiellońskim, gdzie w latach 1818–1826 wykładał je Wilhelm Münnich. Po jego odejściu kierunek studiów orientalnych ponownie pojawił się w Krakowie dopiero w roku 1916, gdy swoje wykłady rozpoczął Tadeusz Kowalski.
Pośród pierwszych polskich iranistów, którzy pojawili się w tym okresie, należy wymienić także Wojciecha Kazimirskiego-Bibersteina, który pracował w Paryżu i jest znany przede wszystkim z krytycznej edycji i przekładu poezji Manuczehriego, jednak w 1876 ukazało się także jego tłumaczenie Gulistanu Sadiego na polski. Oprócz wspomnianych już wierszy Hafeza ukazały się wówczas także przekłady innych utworów klasycznej poezji perskiej na język polski (fragmenty Szahname, wybrane Rubajjaty Omara Chajjama oraz gazele Rumiego), tłumaczone jednak za pośrednictwem języków trzecich. Także prace z zakresu historii literatury poświęcone literaturze perskiej były oparte na źródłach europejskich. To w okresie rozbiorów dokonano pierwszego przekładu polskiego utworu na język perski - był to Widok gór ze stepów Kozłowa Adama Mickiewicza, przełożony przez Mirzę Dżafara Tupczibasziego, lektora języków wschodnich na Uniwersytecie Petersburskim, przy współpracy Aleksandra Chodźki. 
W XIX wieku perski handel zagraniczny został zmonopolizowany przez Wielką Brytanię i Rosję. W handlu rosyjskim brał udział przemysł łódzki, przy czym przed wybuchem I wojny światowej z łódzkich fabryk pochodziło około połowy wyrobów tekstylnych eksportowanych z Rosji do Iranu. Jednocześnie import perskiej bawełny pokrywał ok. 20% łódzkiego zapotrzebowania na ten surowiec.

## W okresie międzywojennym
Iran uznał Polskę w roku 1919, jednak placówki dyplomatyczne obu krajów zostały ustanowione dopiero w roku 1925. W 1927 podpisano traktat o przyjaźni i traktat handlowy pomiędzy dwoma państwami. W przeciwieństwie do traktatów zawieranych przez pozostałe państwa europejskie, traktat o przyjaźni z 1927 roku oparto na zasadach wzajemności i całkowitej równości. Reza Szah (1925-1941) szukał potencjalnego sojusznika w walce z zagrażającym niepodległości Iranu Związkiem Radzieckim i takim partnerem wydawała się prowadząca antyradziecką politykę Polska. Świadectwem zbliżenia pomiędzy dwoma krajami było otwarcie konsulatu w Tebrizie w roku 1928.  Ambasada RP w Teheranie akredytowana była wówczas także na Irak. Wizyty w Warszawie składali w tym czasie perscy ministrowie spraw zagranicznych (1928, 1932), wojny (1926) oraz dworu szacha (1932). W okresie międzywojennym w Iranie istniała niespełna stuosobowa kolonia, którą tworzyli przybysze z dawnego zaboru rosyjskiego, przy czym część z nich nie znała nawet języka polskiego. Świadomość narodowa i poczucie więzi z Polską powoli jednak rosło dzięki działaniom podejmowanym przez stowarzyszenie „Polonia”. Członkowie irańskiej polonii byli z reguły dobrze sytuowani, zaś część z nich zajmowała wysokie stanowiska - należy tu wymienić dr. Adama Mielczarskiego, kierownika państwowej szkoły dentystycznej i nadwornego dentystę szacha, dr. Andrzeja Zapłatyńskiego, chirurga i dyrektora szpitala, oraz inż. Alberta Czeczotta, zaangażowanego przy budowie kolei transirańskiej.
Polskie stosunki z Iranem w tym okresie koncentrowały się na wymianie handlowej. Do momentu podpisania umowy handlowej główny przedmiot polskiego eksportu do Iranu stanowiły wyroby platerowane, których obecność na tamtejszym rynku datuje się jeszcze z czasów sprzed I wojny światowej. Wielkość importu z Iranu była bliska zeru, przy ogólnie minimalnym poziomie wymiany handlowej. Jej wielkość zwiększyła się po podpisaniu umowy, przy czym Polska utrzymywała wysokie dodatnie saldo obrotów. Główne miejsce w polskim eksporcie ponownie zajęły artykuły włókiennicze, zaś na dalszych miejscach znalazły się meble, szkło, konfekcja, naczynia emaliowane i wyroby platerowane. Import z Iranu dotyczył przede wszystkim tytoniu, oraz owoców suszonych i skór surowych. Duży popyt na polskie towary luksusowe doprowadził do powstania w Iranie zakładów naśladujących produkty polskie, takich jak elementy zastawy stołowej czy krzesła wyrabiane w technologii mebli giętkich (do dzisiaj w Iranie są one nazywane "krzesłami polskimi" - "sandali-je lahestani"). Polacy wnieśli pewien wkład w rozwój perskiego przemysłu zarówno jako właściciele nowych zakładów, jak i pracujący w nich kierownicy lub wykwalifikowani robotnicy.

## Podczas II wojny światowej

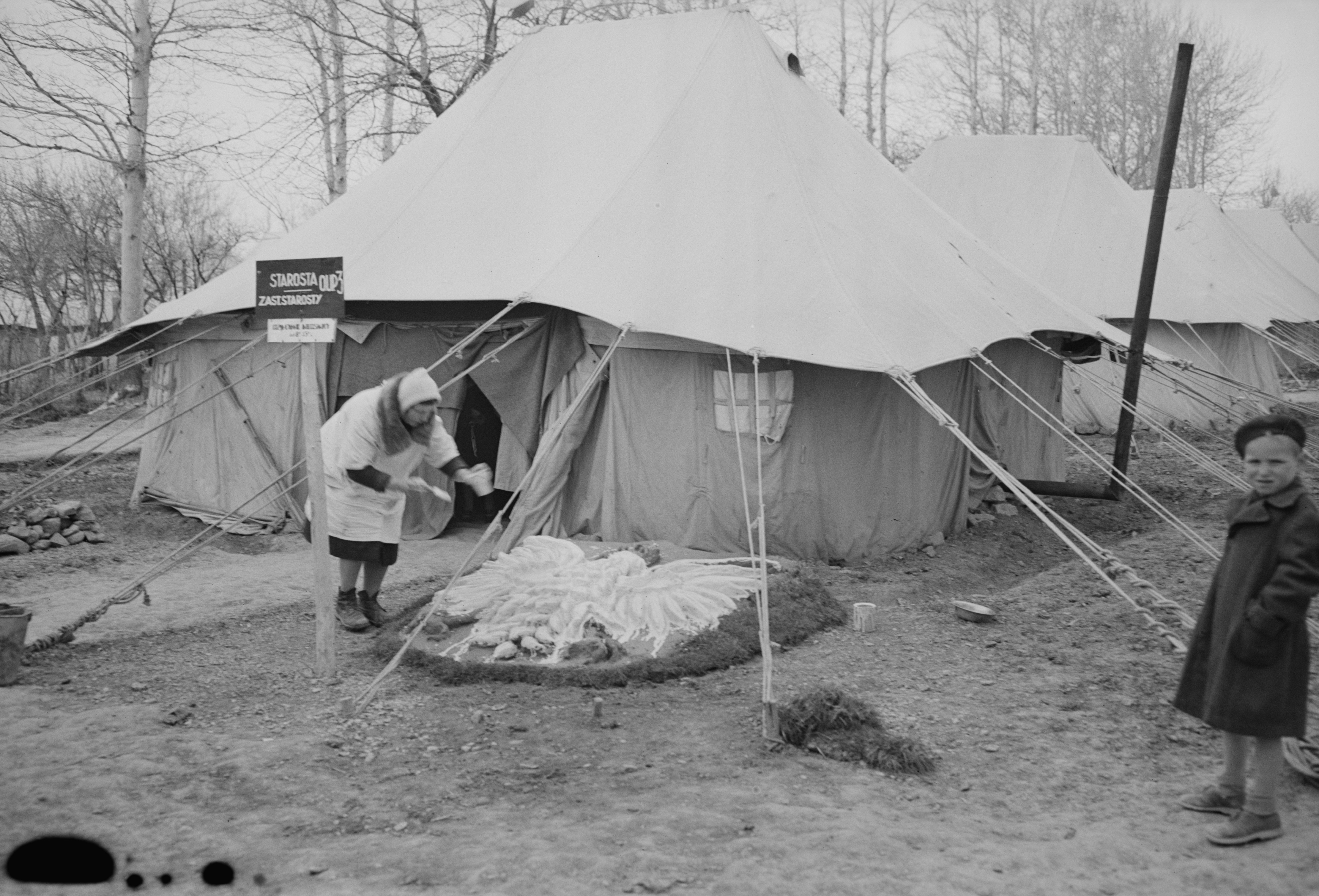
Obóz polskich uchodźców w Iranie, 1943 rok

W wyniku ewakuacji żołnierzy Armii Polskiej z ZSRR w obozach dla wojskowych i ich rodzin, utworzonych w Iranie, znalazło się około 116.000 Polaków (w tym 45 000 osób cywilnych, wśród nich 13.000 dzieci do lat 14). Do Meszhedu przybyły m.in. dzieci z polskiego sierocińca w Aszchabadzie w Turkmenistanie; z obozu w Bandar-e Anzali (zmarło tu 650 osób) kierowano wojskowych do Iraku, a ludność cywilną do obozów w Teheranie lub poza granice Iranu (przez obóz przejściowy w Ahwazie – do Afryki brytyjskiej, Palestyny i Indii).
3 kwietnia 1942 w Teheranie powstała Delegatura Ministerstwa Pracy i Opieki Społecznej Polskiego Rządu na czele z Wiktorem Styburskim. W ramach Delegatury działał m.in. Wydział Społeczny (z referatem szkolnym i kulturalno-oświatowym). W tym samym miesiącu powołano Ekspozyturę Delegatury w Isfahanie, w lipcu 1942 – w Ahwazie, a w listopadzie 1942 – w Meshhedzie.
Dziećmi uchodźców polskich, które kierowano do sierocińców w Teheranie i Isfahanie (wysyłano tu głównie dzieci do lat 7) zajęły się różne europejskie zgromadzenia zakonne lub misje protestanckie. W Teheranie ss. urszulanki polskie utworzyły trzy szkoły polskie, a ss. nazaretanki prowadziły Ochronkę im. Saperów Karpackich i szkołę powszechną dla 70 polskich sierot (w maju 1944 nastąpiła ewakuacja sióstr i dzieci do brytyjskiej Afryki).
Do Isfahanu, zwanego miastem polskich dzieci, w latach 1942–1945 przybyło 2590 polskich sierot (w dowód wdzięczności zostały ufundowane dwie tablice pamiątkowe – w 1943 w kaplicy ss. szarytek, w 1944 – w kościele ormiańsko-katolickim Matki Boskiej Różańcowej na Dżulfie). Dla polskich dzieci utworzono tu 21 placówek opiekuńczych, pedagogicznych i zdrowotnych, m.in. przedszkola, szkoły powszechne, dwa gimnazja, sanatorium. Organizował je m.in. ks. Franciszek Tomasik, opiekun dzieci, duszpasterz i katecheta; działał on wspólnie z urszulankami Marią Aleksandrowicz i Anną Tobolską, które pracowały w sanatorium dla dzieci do 1944, a następnie wyjechały z dziećmi do Nowej Zelandii.
W 1942 w Teheranie powstało Towarzystwo Studiów Irańskich, które miało na celu zapoznanie przebywających tu polskich pracowników naukowych z historią i kulturą Iranu. W latach 1942–1944 Towarzystwo przeprowadziło 90 wykładów iranoznawczych. W wydawnictwie Towarzystwa znajduje się zestawienie druków polskich, które ukazały się w tym czasie w Iranie.
Jesienią 1941 podczas przejazdu gen. Władysława Sikorskiego przez Teheran, miejscowa kolonia zgotowała mu serdeczne przyjęcie. W siedzibie Stowarzyszenia „Polonia” odbyła się uroczystość, podczas której prezes Andrzej Walczak powiedział m.in.: Staramy się działać jak najowocniej, byle przyjść z pomocą braciom, którzy potrzebują najprymitywniejszej pomocy.

## PRL
Po II wojnie światowej kolonię polską w Iranie tworzyły prawie wyłącznie Polki, które zawarły związki małżeńskie z Irańczykami (w 1958 tylko 10 osób miało obywatelstwo polskie). Duszpasterzem polskim w Iranie został ks. Jan Kot, sprawujący funkcję zastępcy proboszcza prokatedry w Teheranie. Od maja 1963 odprawiał on co niedzielę mszę świętą z kazaniem dla Polaków, zorganizował też opiekę nad polskim cmentarzem w Teheranie, gdzie znajdują się groby 2000 osób.
Stosunki gospodarcze z Iranem po II wojnie światowej nie były zbytnio ożywione. Dopiero na przełomie lat 70. i 80. XX wieku zintensyfikowano wzajemne stosunki, kontynuując je w latach 90. Polskie przedsiębiorstwa budowały tam przede wszystkim zakłady przemysłu cementowego, hutniczego oraz energetycznego. Powstały m.in. elektrownia w Bakhtaranie, cementownia i walcownia gorących blach, dwa kompleksy petrochemiczne oraz stalownia Mobarekhu.
W okresie PRL dochodziło do szeregu wizyt, w Polsce m.in. szacha Mohammada Rezy Pahlawiego (1966), premiera Iranu Amira Abbasa Howejdy (1973), ministra spraw zagranicznych Alego Akbara Welejati (1988), premiera Mir-Hosejna Musawiego (1989); zaś w Iranie ministra spraw zagranicznych Adama Rapackiego (1965), przewodniczącego Rady Państwa Mariana Spychalskiego (1968), wicepremiera Kazimierza Olszewskiego (1972), premiera Piotra Jaroszewicza (1974), I Sekretarza KC PZPR Edwarda Gierka (1977), ministra spraw zagranicznych Mariana Orzechowskiego (1987).

## III RP
Pierwszą wizytą na wysokim szczeblu po przemianach demokratycznych była ministra spraw zagranicznych Krzysztofa Skubiszewskiego w Teheranie w lipcu 1991. W późniejszych latach m.in. ministrów spraw zagranicznych Władysława Bartoszewskiego (2001), Włodzimierza Cimoszewicza (2003), Radosława Sikorskiego (2014), Zbigniewa Raua (2022), wicepremiera Janusza Piechocińskiego (2015), premiera Leszka Millera (2003), Marszałka Senatu Bogdana Borusewicza (2015). Do wizyt w Polsce irańskich oficjeli dochodziło m.in. w 1993 (minister spraw zagranicznych Ali Akbar Welajati), 2003, 2004 (minister spraw zagranicznych Kamal Charrazi), 2016 (minister spraw zagranicznych Mohammad Dżawad Zarif), 2016 (wiceprezydent Iranu i szef Organizacji Energii Atomowej Iranu Ali Akbar Salehi, który spotkał się z prezydentem Andrzejem Dudą). Nadto w 2013 i 2015 doszło do rozmów ministrów spraw zagranicznych Polski i Iranu na marginesie sesji Zgromadzenia Ogólnego ONZ w Nowym Jorku.

## Galeria

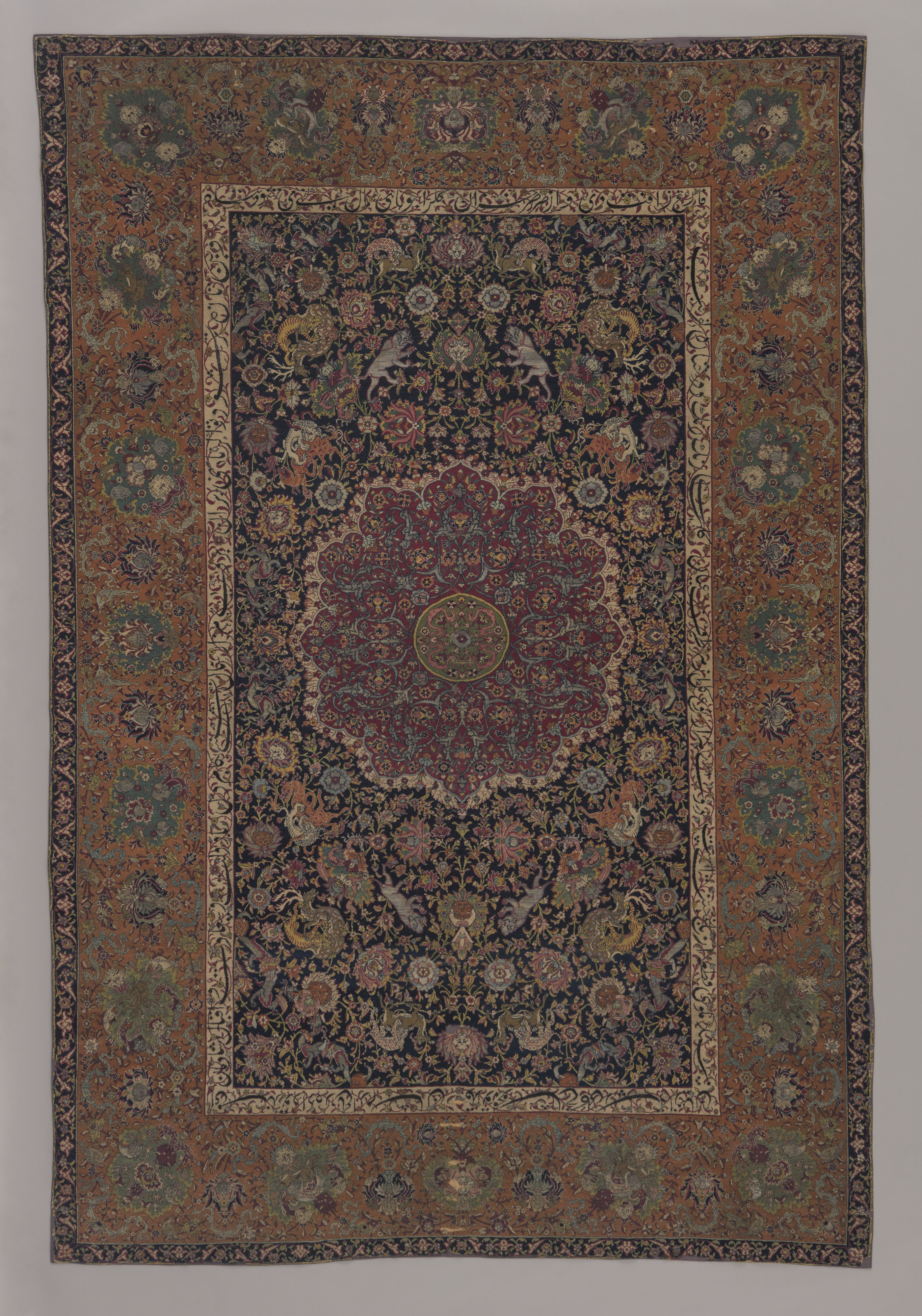
Kobierzec prawdopodobnie wykonany dla szacha Tahmaspa, zgodnie z tradycją zdobyty pod Wiedniem przez Mikołaja Hieronima Sieniawskiego. Isfahan, pierwsza połowa XVI w. Muzeum Książąt Czartoryskich w Krakowie
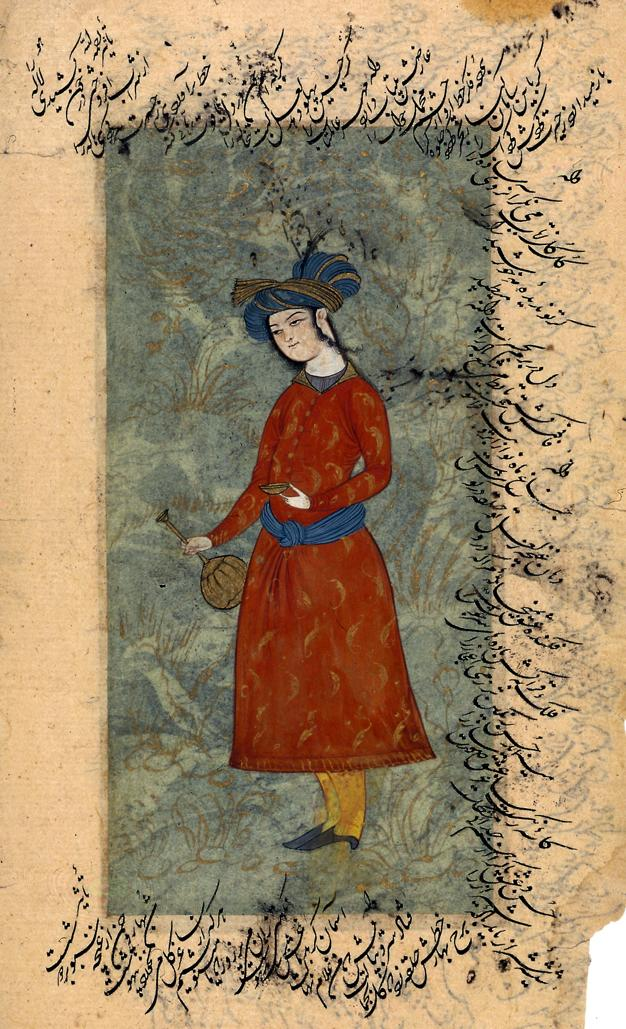
Młodzieniec z butlą. Miniatura ze szkoły Rezy Abbasiego z adnotacjami w piśmie szekaste. Iran, początek XVII w. Muzeum Książąt Czartoryskich w Krakowie
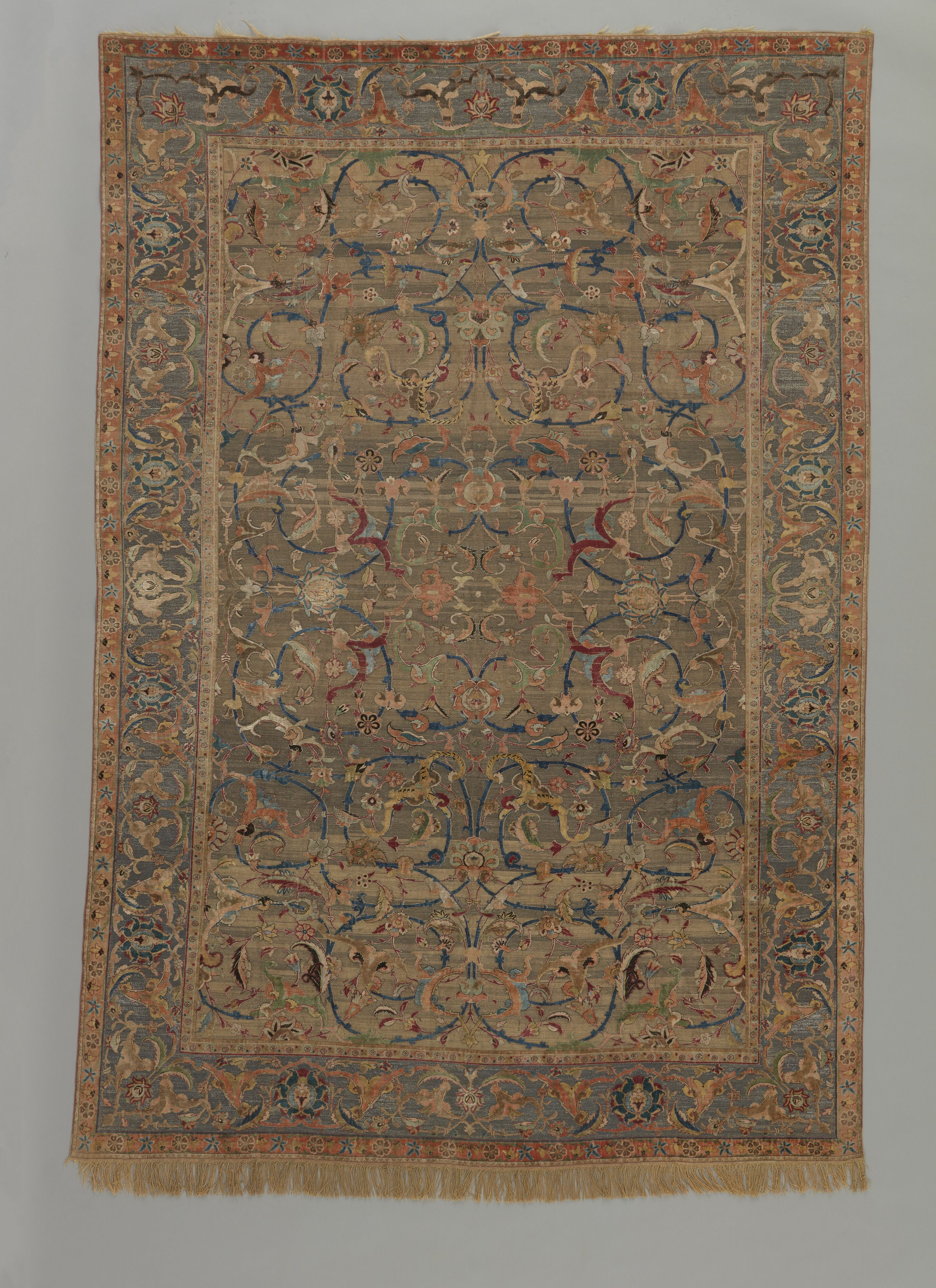
Kobierzec polski ze zbiorów książąt Czartoryskich. Isfahan, 1605-1615. Muzeum Książąt Czartoryskich w Krakowie
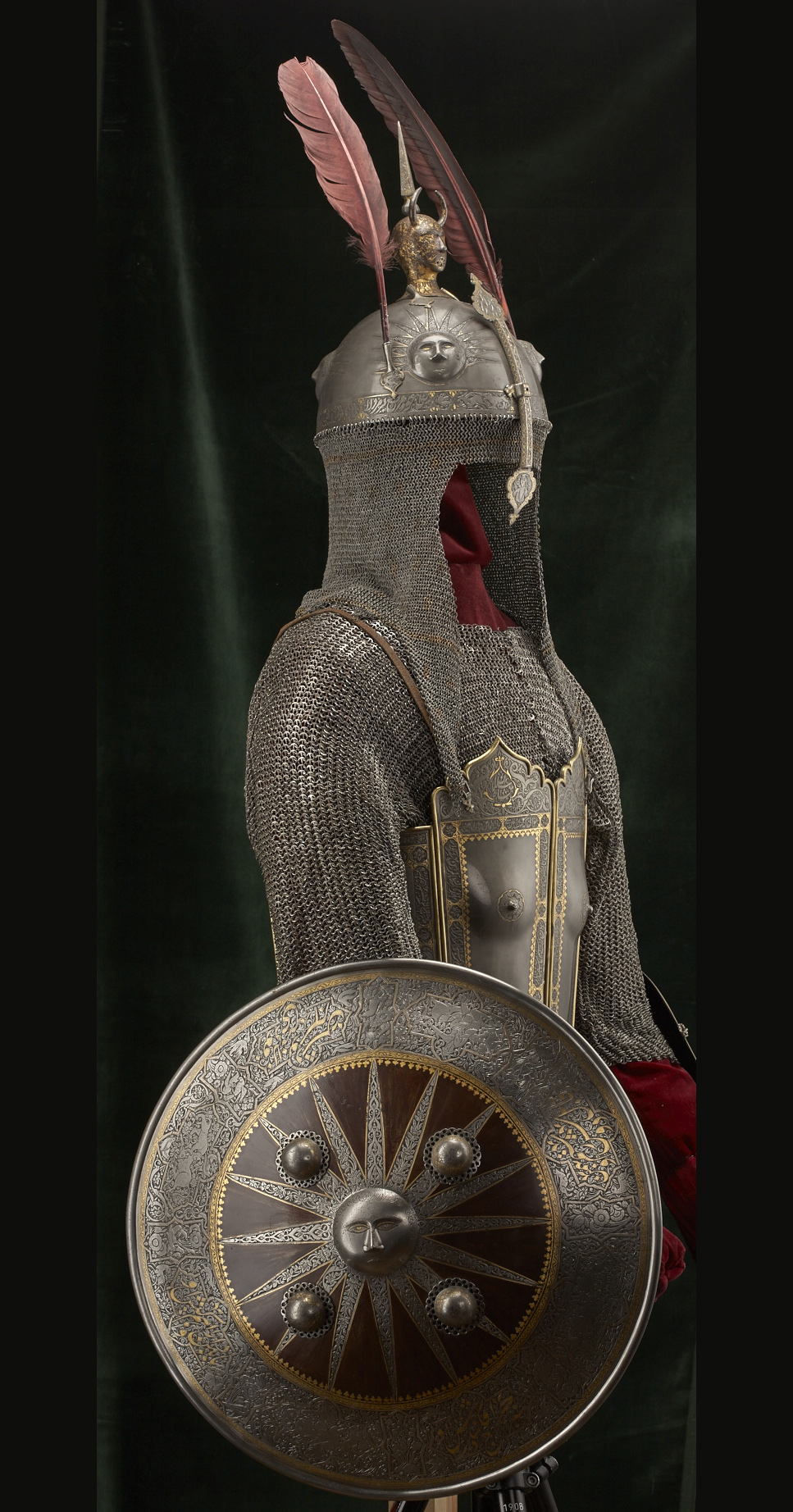
Zbroja przypisywana Safiemu II (1666-1694) z kolekcji Władysława Kościelskiego. Prawdopodobnie Isfahan. Muzeum Narodowe w Krakowie
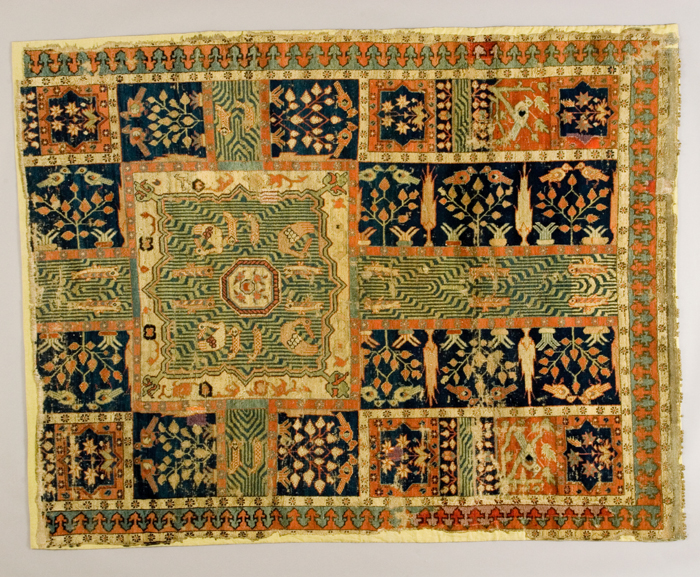
Kobierzec ogrodowy. Isfahan, ok. 1700. Muzeum Narodowe w Krakowie
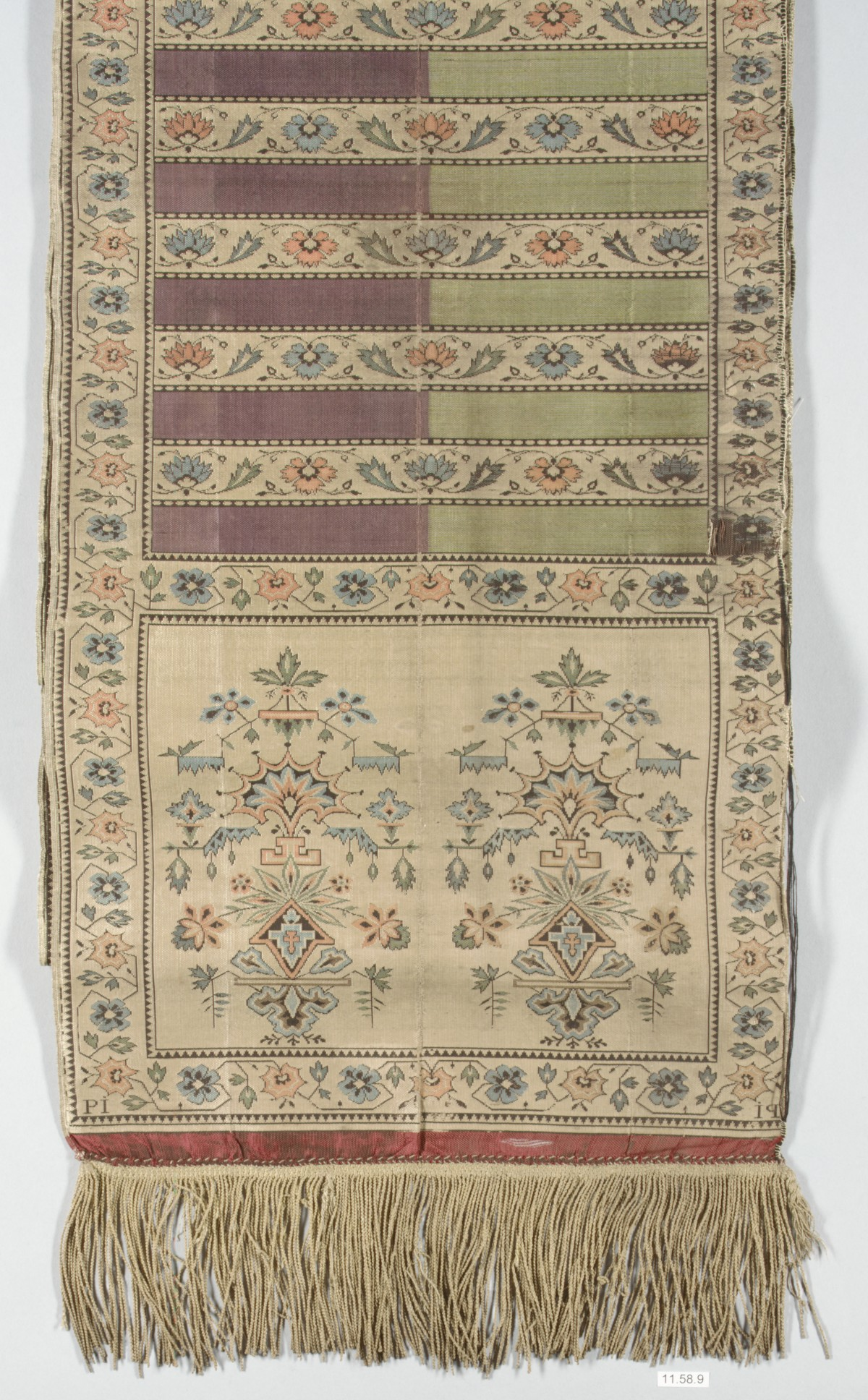
Pas kontuszowy z persjarni Jakubowicza. Warszawa, ok. 1790. Metropolitan Museum of Art